# La Châtaigneraie
La Châtaigneraie é uma comuna francesa na região administrativa da Pays de la Loire, no departamento de Vendéia. Estende-se por uma área de 7,94 km². Em 2010 a comuna tinha 2 601 habitantes (densidade: 327,6 hab./km²).